# 小行星1793
小行星1793（1793 Zoya）是一颗围绕太阳公转的小行星。1968年2月28日，塔瑪拉·斯米爾諾娃在克里米亚发现了此天体。
該小行星以蘇聯女英雄卓娅·科斯莫杰米扬斯卡娅命名。
这颗小行星的绝对星等为323.1339468427472等。